# Cot Masam
Cot Masam is een bestuurslaag in het regentschap Aceh Besar van de provincie Atjeh, Indonesië. Cot Masam telt 346 inwoners (volkstelling 2010).